# كمال عمان
كمال عمان صحفي جزائري خريج كلية العلوم السياسية والإعلام بحامعة الجزائر، عمل بعد تخرجه بالتلفزيون الجزائري قبل أن يلتحق بقناة روسيا اليوم في موسكو. يعمل كمال اليوم مذيع نشرة الأخبار السياسية في القناة الفضائية الروسية الموجهة للعالم العربي.

## وصلات خارجية
الموقع الشخصي للصحفي كمال عمان